# اوتس کولک بووسما
اوتس کولک بووسما (انگلیسی: Oets Kolk Bouwsma; ۱ ژانویهٔ ۱۸۹۸ – ۱ ژانویهٔ ۱۹۷۸) فیلسوف اهل ایالات متحده آمریکا بود.
وی همچنین برندهٔ جوایزی همچون برنامه فولبرایت شده‌است.